# Kris Doolan
Kris Doolan est un footballeur écossais, né le 11 décembre 1986 à Irvine en Écosse. Il évolue au poste d'attaquant.

## Biographie
Le 9 janvier 2009, il rejoint le club de Partick Thistle.
Le 21 janvier 2015, il inscrit un quadruplé en première division lors d'un match contre Hamilton Academical, permettant à son équipe de l'emporter sur le score de 5-0.
Lors de la saison 2015-2016, il inscrit 14 buts en Scottish Premier League, ce qui constitue sa meilleure performance dans cette compétition.

## Palmarès
- Champion d'Écosse de D2 en 2013 avec Partick Thistle